# Michael B. Jordan
Pour les articles homonymes, voir Jordan.
Cet article possède un paronyme, voir Michael Jordan (homonymie).
Michael B. Jordan, né le 9 février 1987 à Santa Ana, en Californie, est un acteur, réalisateur et producteur américain.
Il se fait connaître dans un premier temps, à la télévision, notamment pour son rôle de Wallace (en), un jeune dealer, dans la série télévisée policière américaine Sur écoute, et pour celui de Vince Howard, le quarterback des deux dernières saisons de la série dramatique Friday Night Lights.
Il confirme, au cinéma, notamment grâce à son interprétation d'Adonis Creed, succédant à Sylvester Stallone dans la saga Rocky, dans les films Creed : L'Héritage de Rocky Balboa, Creed 2 et Creed 3, mais aussi par le rôle d'Erik Killmonger, l'ennemi de la Panthère noire dans le blockbuster à succès Black Panther ou encore celui de Bryan Stevenson dans le drame La Voie de la justice.
Le 1er mars 2023, Michael B. Jordan devient le 165e artiste noir à obtenir son étoile sur le Walk of Fame de Hollywood.

## Biographie

### Jeunesse et débuts précoces
Fils d'un traiteur et d'une artiste et conseillère d'orientation dans un lycée, Michael Bakari Jordan a une sœur aînée et un frère cadet.
Il commence sa carrière très tôt, comme modèle, avant d'être repéré par Bill Cosby. C'est ainsi qu'en 1999, Michael B. Jordan fait ses débuts à l'âge de douze ans dans un épisode des séries télévisées Cosby et Les Soprano.
Après un petit rôle au cinéma dans Hardball en 2001, il décroche un rôle plus important dans la première saison de la série multi-récompensée et plébiscitée par la critique Sur écoute.
Il continue à apprendre son métier d'acteur dans le soap opera La Force du destin, entre 2003 et 2006, le temps d'une cinquantaine d'épisodes. Au cours de cette période il fait connaissance avec Bilyana, qui devient ensuite sa manageuse et sa meilleure amie.

### Débuts et révélation télévisuelle (2006-2012)

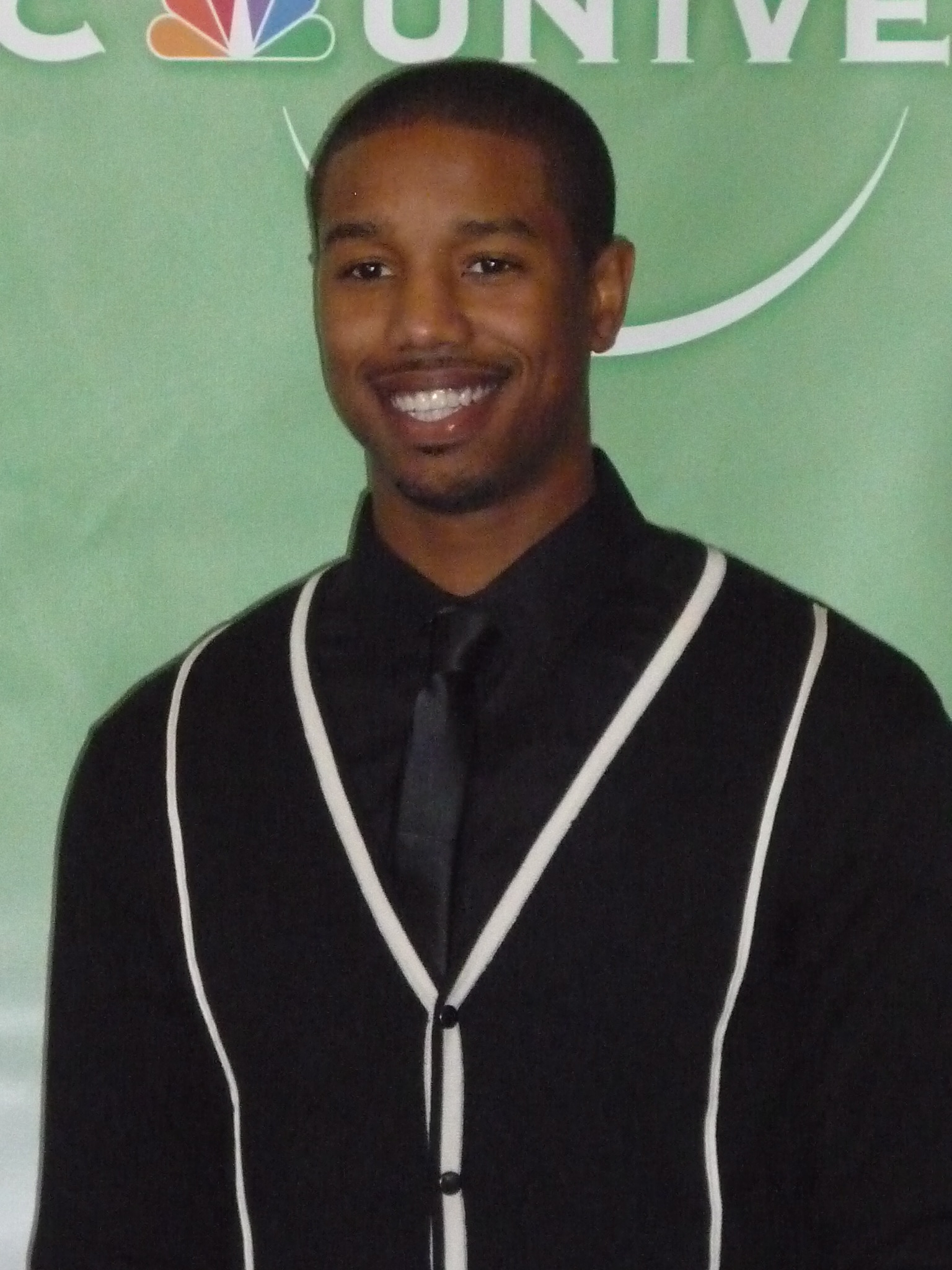
L'acteur en 2011, à la soirée de rentrée de la chaîne NBC.

À la sortie, il enchaîne apparitions dans des séries policières : Experts, FBI : Portés disparus, Cold Case : Affaires classées, et apparaît en 2007 dans le téléfilm Blackout, aux côtés de Zoe Saldana et Jeffrey Wright, consacré aux tensions observées dans le district de Brooklyn, à New York, à la suite de la panne de courant générale de l'été 2003 aux États-Unis.
En 2008, il finit par intégrer la distribution principale de la comédie The Assistants, qui s'arrête au bout de 13 épisodes, en 2009. Il embraye aussitôt avec un rôle dans l'acclamée série dramatique sportive Friday Night Lights, dont la quatrième saison introduit en effet une nouvelle génération de lycéens. Son rôle de Vince Howard s'impose comme le pilier de cette promotion, jusqu'à la fin de la série, au terme de la 5e saison, en 2011.
Dès 2010, le producteur exécutif de la série, Jason Katims, lui confie un rôle récurrent dans son prochain projet, la comédie dramatique familiale Parenthood. Il y incarne durant 16 épisodes le rôle d'Alex, jeune homme issu d'un milieu défavorisé dont s'éprend la fille aînée de l'une des familles de la série.
Parallèlement, il participe au quinzième épisode de la neuvième saison de New York, section criminelle, diffusé en 2010 et dans deux épisodes de la troisième et dernière saison de Lie to Me, programmés en 2011.
L'année 2012 marque un tournant : si le pilote d'une nouvelle série, County, une fiction médicale développée par Jason Katims dans laquelle il aurait incarné un jeune interne n'aboutit pas, il décroche son dernier rôle de guest dans une série très exposée, Dr House.

### Percée cinématographique (2012-2017)

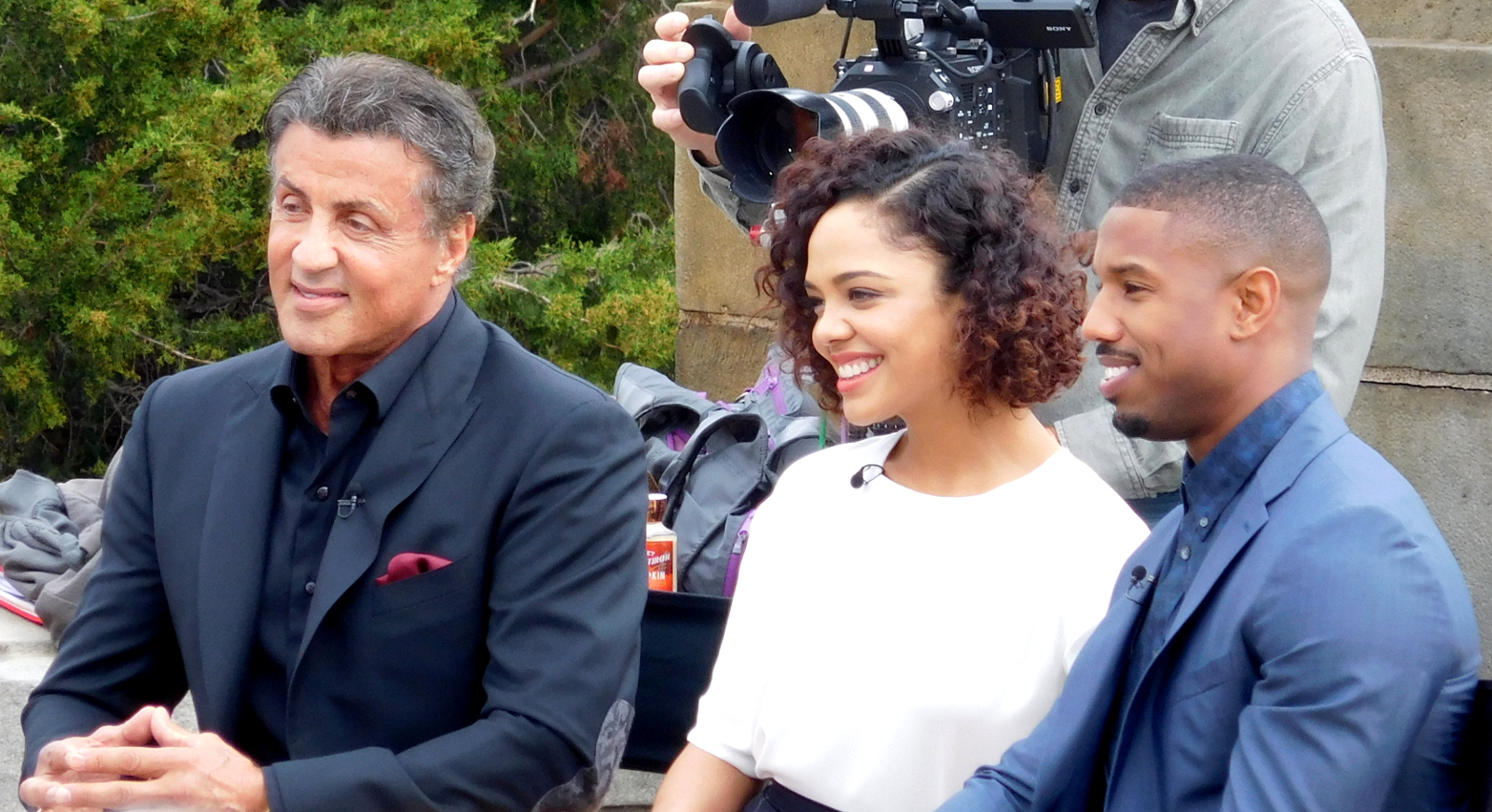
Aux côtés de Sylvester Stallone et Tessa Thompson pour la promotion de Creed : L'Héritage de Rocky Balboa, en 2015.

C'est sur grand écran qu'il se distingue cette année-là : d'abord au sein de la distribution principale du film de guerre Red Tails, produit par George Lucas, mais surtout dans le thriller de science-fiction indépendant Chronicle, de Josh Trank. Ce succès critique et commercial surprise, dont il partage l'affiche avec les tout aussi jeunes Dane DeHaan et Alex Russell le place parmi les acteurs à suivre.
Il confirme l'année suivante en acteur principal du drame indépendant Fruitvale Station, écrit et réalisé par le débutant Ryan Coogler. Cette chronique qui retrace l'histoire vraie d'un jeune homme abattu dans le dos par un policier à Oakland et dont les images avaient circulé sur Internet, est acclamé par la critique, et est distingué dans de nombreuses cérémonies et festivals.

Cette double performance lui permet d'enchaîner avec des productions plus commerciales : tout d'abord, il forme avec la jeune star Zac Efron et une autre révélation du cinéma indépendant américain, Miles Teller, un trio de jeunes célibataires. Le film fonctionne commercialement, à défaut de convaincre la critique.

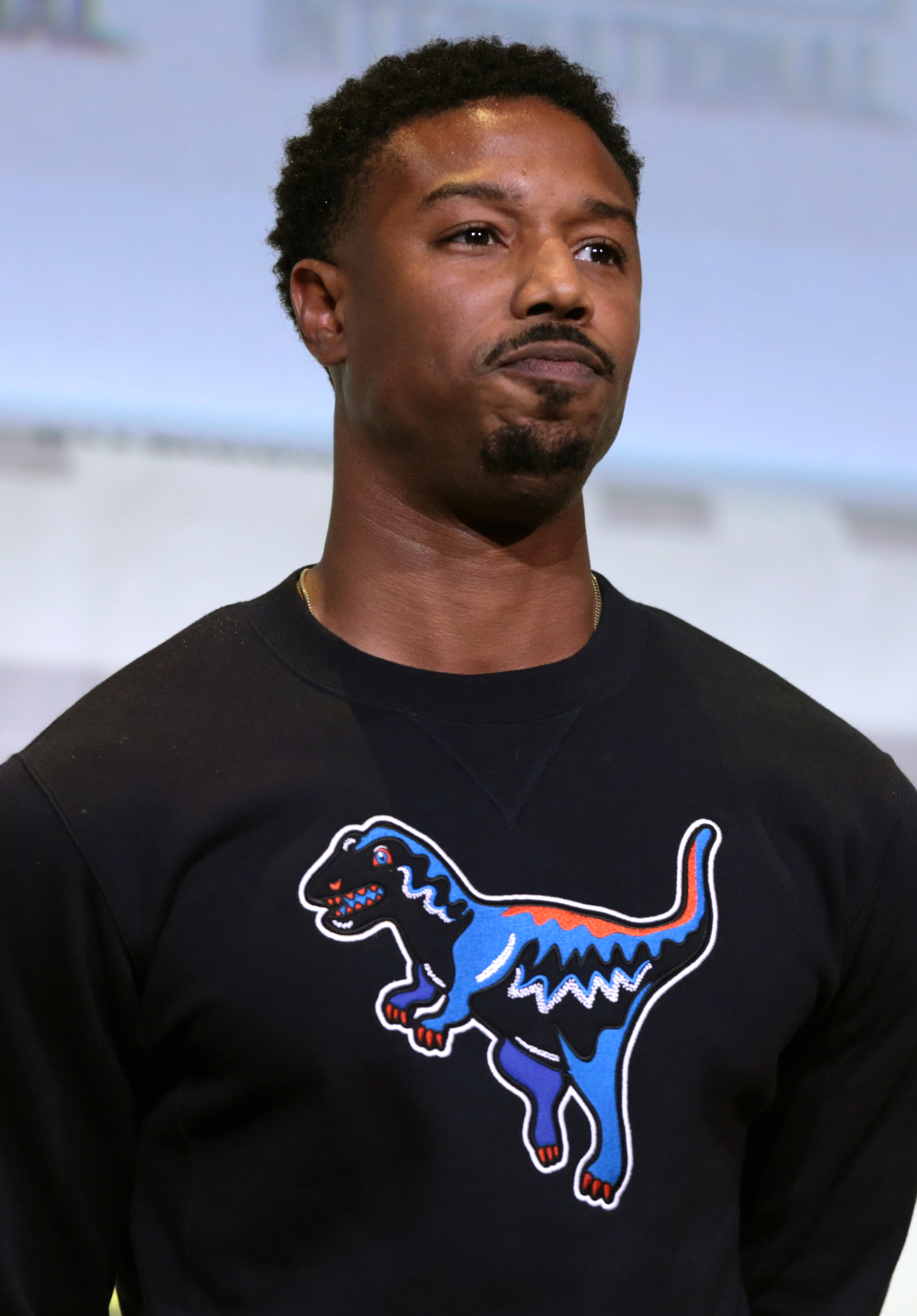
L'acteur au Comic-Con 2016 pour la présentation du casting de Black Panther.

Parallèlement, les deux réalisateurs qui l'ont révélé lui font de nouveau confiance pour leurs projets suivants : il est le premier acteur à rejoindre le reboot des Quatre Fantastiques par Josh Trank, qui fait ses débuts à la tête d'un blockbuster. Jordan y incarne Johnny Storm, le frère de Susan Storm, à laquelle Kate Mara prêtera ses traits. Les rôles de Benjamin Grimm / La Chose et de Reed Richards seront quant à eux attribués respectivement à Jamie Bell et Miles Teller. Le film est cependant un accident industriel, connaissant une production tumultueuse, et dont la version finale est désavouée par le réalisateur. Le box-office est catastrophique et les plans de franchise annulés par le studio.
Il peut cependant compter sur Ryan Coogler pour le remettre en selle : il renoue avec le drame social, grâce au rôle-titre de l'inattendu Creed : L'Héritage de Rocky Balboa, un spin-off de la saga Rocky. Le film connait un beau succès critique et commercial en novembre 2015, et une suite est commandée.

### Production et confirmation (2018-)

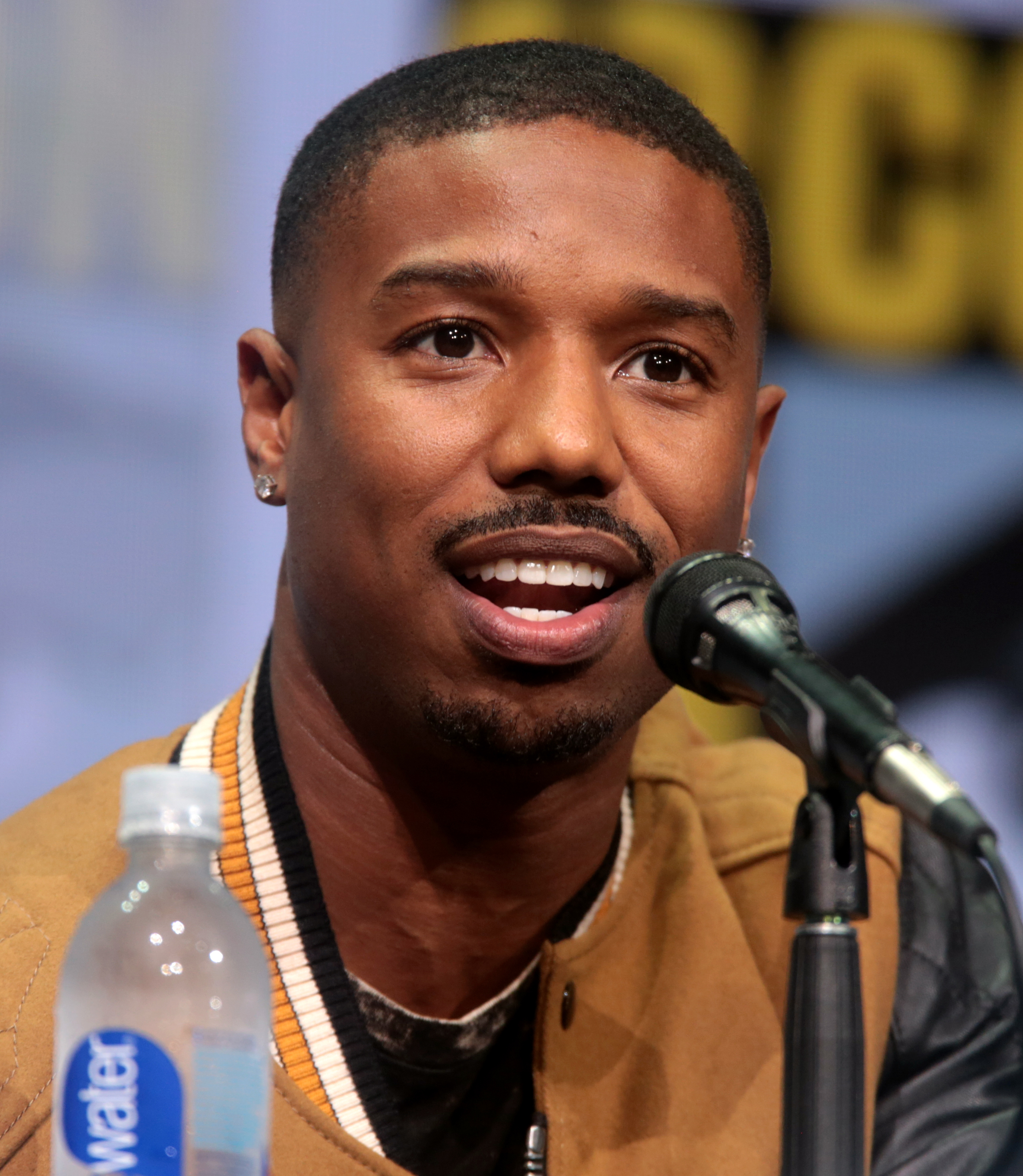
Et lors de l'édition 2017 de la San Diego Comic-Con pour la promotion de Black Panther.

En 2018, il revient aux super-héros Marvel, mais cette fois du côté des antagonistes : il incarne Erik Killmonger dans le blockbuster Black Panther l'adaptation du comics homonyme de Marvel. Ce film reçoit un accueil critique dithyrambique en plus d'un large succès commercial. Pour préparer ce rôle d'envergure, l'acteur a dû suivre un entrainement intense à base de séances de sprint et haltérophilie. Une interprétation qui lui vaut de nombreuses récompenses et nominations lors de cérémonies de remises de prix.
Propulsé au statut de star internationale, ce succès lui permet, pour ses prochains projets, d'enfiler la casquette de producteur associé à son entreprise, Outlier Society, et, dans le même temps, signer un accord avec la plateforme Amazon.
Il joue Montag, l'un des deux protagonistes du téléfilm produit par la chaîne HBO, Fahrenheit 451, nouvelle adaptation du classique de Ray Bradbury. Un travail récompensé lors de la prestigieuse cérémonie des PGA Awards par le prix de la meilleure production.
Il s'octroie un petit rôle dans le film d'action et de science-fiction, Kin : Le Commencement. Enfin, il termine l'année en beauté, en revenant dans le rôle d'Adonis Creed pour Creed II, qui confirme l'engouement du premier volet, et dont il assure aussi le rôle de producteur exécutif. Il collabore avec le studio Warner Bros afin de produire l'adaptation du roman fantastique Black Leopard, Red Wolf de l'auteur Marlon James. Le projet est décrit comme un Game of Thrones africain. Dans le même temps, il rejoint le drame Just Mercy aux côtés de Brie Larson et Jamie Foxx, attendu dans les salles en 2020.
Pour sa collection printemps-été 2019, le label Coach le choisit comme égérie masculine. Lors de la 25e cérémonie des Screen Actors Guild Awards, l'ensemble du casting de Black Panther remporte la statuette de la meilleure distribution et Michael B. Jordan est alors fortement pressenti pour reprendre son rôle dans l'attendu deuxième volet des aventures de la panthère noire. La même-année, lors de la 50e édition des NAACP Image Awards, l'acteur se retrouve en compétition pour trois prix : celui du meilleur acteur dans un second rôle pour Black Panther, celui du meilleur acteur pour Creed 2 et celui du meilleur acteur dans un téléfilm pour Fahrenheit 451. Il repart avec deux trophées sur trois, s'inclinant face à Chadwick Boseman pour le prix du meilleur acteur.
Puis, il produit et s'octroie un rôle dans la série fantastique Comment élever un super-héros distribuée par Netflix. En 2019, il joue le premier rôle dans le film de Destin Daniel Cretton, La Voie de la justice retraçant le combat de l’avocat Bryan Stevenson (lui-même) pour sauver la peau de Noirs innocents condamnés à mort en Alabama, dont Walter McMillian (Jamie Foxx). Cette production, dans laquelle il officie en tant que producteur, est saluée par les critiques, elle est notamment élue meilleur film lors de la 51e cérémonie des NAACP Image Awards et Jordan remporte lui, le prix du meilleur acteur.
Il continue en tant que tête d'affiche avec le premier rôle du thriller Sans aucun remords, distribué par Paramount Pictures, dont la sortie fut repoussée à cause de la pandémie de Covid-19. Le film suit la vengeance d'un ancien militaire des forces spéciales de la marine des États-Unis à la suite du meurtre de sa femme. Le film s'inspire du roman de Tom Clancy, Sans aucun remords.
En 2020, il est considéré par le magazine People comme étant l'homme le plus sexy du monde.
Le 1er mars 2023, il est une nouvelle fois la tête d'affiche du film Creed III, dont il est également le réalisateur. Le film reçoit un accueil critique très favorable dès la première semaine de sortie au box-office, malgré l'absence remarquée de Sylvester Stallone qui était pourtant présent dans les deux précédents opus de la trilogie Creed.

### Vie privée
Lors de la Marche des femmes (2017), l'acteur se sert de son compte Instagram pour soutenir et défendre la cause féminine.
Le 11 janvier 2021, il officialise sa relation avec Lori Harvey, la fille du célèbre animateur américain Steve Harvey, en publiant des photos du couple sur Instagram. En juin 2022, leur séparation est annoncée.

## Filmographie
Sauf indication contraire, les informations mentionnées dans cette section peuvent être confirmées par la base de données cinématographiques IMDb,  présente dans la section « Liens externes ».

### Acteur

#### Cinéma
- 1999 : Black and White de James Toback : Teen #2
- 2001 : HardBall de Brian Robbins : Jamal
- 2007 : Blackout de Jerry LaMothe : C.J.
- 2009 : Pastor Brown de Rockmond Dunbar : Tariq Brown
- 2012 : Red Tails d'Anthony Hemingway : Maurice « Bumps » Wilson
- 2012 : Chronicle de Josh Trank : Steve Montgomery
- 2012 : Hotel Noir de Sebastian Gutierrez : Leon
- 2013 : Fruitvale Station de Ryan Coogler : Oscar Grant
- 2013 : Making a Scene (court métrage) de Janusz Kamiński : l'homme
- 2013 : La Ligue des justiciers : Le Paradoxe Flashpoint (Justice League: The Flashpoint Paradox) : Victor Stone / Cyborg (film d'animation, voix originale)
- 2014 : Célibataires... ou presque (That Awkward Moment) de Tom Gormican : Mikey
- 2015 : Les Quatre Fantastiques (Fantastic Four) de Josh Trank : Johnny Storm / la Torche humaine
- 2015 : Creed : L'Héritage de Rocky Balboa (Creed) de Ryan Coogler : Adonis Creed
- 2016 : Against the Wall (court métrage) de Gerard Bush : l'homme
- 2018 : Black Panther de Ryan Coogler : N'Jadaka / Erik Stevens / Killmonger
- 2018 : Kin : Le Commencement (Kin) de Jonathan et Josh Baker : Male Cleaner
- 2018 : Creed 2 (Creed II) de Steven Caple Jr. : Adonis Creed
- 2019 : La Voie de la justice (Just Mercy) de Destin Daniel Cretton : Bryan Stevenson
- 2019 : Coach: Words Matter (court métrage) de Spike Lee : le motocycliste
- 2021 : Sans aucun remords (Without Remorse) de Stefano Sollima : John Clark
- 2021 : Space Jam : Nouvelle Ère de Malcolm D. Lee : lui-même
- 2021 : A Journal for Jordan de Denzel Washington : Charles Monroe King
- 2022 : Black Panther: Wakanda Forever de Ryan Coogler : N'Jadaka / Killmonger
- 2023 : Creed 3 (Creed III) de lui-même : Adonis Creed
- 2025 : Sinners de Ryan Coogler : Elijah et Elias / « Smoke » et « Stack »

#### Télévision

##### Séries télévisées
- 1999 : Les Soprano (The Sopranos) : Rideland Kid (saison 1, épisode 7)
- 1999 : Cosby : Michael (saison 3, épisode 23)
- 2002 : Sur écoute (The Wire) : Wallace (en)(rôle principal - saison 1, 13 épisodes)
- 2003 - 2006 : La Force du Destin (All my Children) : Reggie Porter Montgomery (rôle récurrent - 52 épisodes)
- 2006 : Les Experts (CSI: Crime Scene Investigation) : Morris (saison 6, épisode 20)
- 2006 : FBI : Portés disparus (Without a Trace) : Jesse Lewis (saison 5, épisode 6)
- 2007 : Cold Case : Affaires classées (Cold Case) : Michael Carter (saison 5, épisode 6)
- 2009 - 2011 : Friday Night Lights : Vince Howard (rôle principal - saisons 4 et 5, 26 épisodes)
- 2009 : Burn Notice : Corey Jensen (saison 2, épisode 11)
- 2009 : Bones : Perry Wilson (saison 5, épisode 3)
- 2009 : The Assistants : Nate Warren (rôle principal - saison 1, 13 épisodes)
- 2010 : New York, section criminelle (Law and Order: Criminal Intent) : Danny Ford (saison 9, épisode 15)
- 2010 - 2011 : Lie to Me : Key (saison 3, épisodes 8 et 13)
- 2010 - 2011 : Parenthood : Alex (rôle récurrent - saisons 2 et 3)
- 2012 : Dr House (House M.D.) : Will Westwood (saison 8, épisode 14)
- 2019 : Comment élever un super-héros (Raising Dion) : Mark Warren (3 épisodes)

##### Séries d'animation
- 2013 : Justice League : The Flashpoint Paradox : Cyborg/Victor Stone
- 2014 : The Boondocks : Pretty Boy Flizzy (voix originale, 2 épisodes)
- 2019 : Gen: Lock : Julian Chase (voix originale, 8 épisodes)
- 2021 : Love, Death and Robots : Pilote (Saison 2, Épisode 7)
- 2021 : What If...? : Erik Killmonger (voix originale, 1 épisode)

##### Téléfilms
- 2012 : County de Jeffrey Reiner
- 2018 : Fahrenheit 451 de Ramin Bahrani : Guy Montag

#### Clips musicaux
- 2018 : Family Feud de Jay-Z feat. Beyoncé
- 2019 : Show Me Love d'Alicia Keys feat Miguel
- 2019 : Whoa de Snoh Aalegra

#### Jeux vidéo
- 2011 : Gears of War 3 : Jace Stratton (voix originale)
- 2016 : NBA 2K17 : Justice Young dans le mode MyCarreer (voix originale)
- 2017 : Wilson's Heart : Kurt Mosby (voix originale)
- 2018 : Creed: Rise to Glory : Adonis Johnson (voix originale)

### Réalisateur
- 2022 : Creed 3 (Creed III)

### Producteur / producteur délégué
- 2004 : Souled Out  - pilote non retenu
- 2018 : Creed 2 de Steven Caple Jr.
- 2018 : Fahrenheit 451 (TV) de Ramin Bahrani
- 2018 : Kin : Le Commencement (Kin) de Jonathan et Josh Baker
- 2019 : La Voie de la justice (Just Mercy) de Destin Daniel Cretton
- 2019 : Gen: Lock (série télévisée) - 8 épisodes
- 2019 : David Makes Man (série télévisée) - 10 épisodes
- 2019 : Comment élever un super-héros (Raising Dion) (série télévisée) - 8 épisodes
- 2021 : Sans aucun remords (Without Remorse) de Stefano Sollima
- 2021 : 61st Street (série TV)
- 2021 : A Journal for Jordan de Denzel Washington
- 2022 : Creed 3 (Creed III) de lui-même

## Distinctions
Note : Cette section récapitule les principales récompenses et nominations obtenues par Michael B. Jordan. Pour une liste plus complète, se référer à la base de données IMDb.

### Récompenses
- Gotham Independent Film Awards 2013 : Meilleure révélation de l'année pour Fruitvale Station
- Festival international du film des Hamptons 2013 : meilleure révélation pour Fruitvale Station
- Festival du film de Hollywood 2013 : Lauréat du prix Spotlight de la meilleure révélation pour Fruitvale Station
- National Board of Review Awards 2013 : Meilleure révélation masculine pour Fruitvale Station
- Festival du film de Zurich 2013 : meilleure révélation masculine pour Fruitvale Station
- Acapulco Black Film Festival 2014 : meilleure révélation masculine de l'année pour Fruitvale Station
- Festival international du film de Santa Barbara 2014 : Lauréat du prix Virtuoso Award de la meilleure révélation masculine pour Fruitvale Station
- Satellite Awards 2014 : Révélation de l'année pour Fruitvale Station
- African-American Film Critics Association Awards 2015 : meilleure révélation pour Creed : L'Héritage de Rocky Balboa
- Black Film Critics Circle Awards 2015 : meilleur acteur pour Creed : L'Héritage de Rocky Balboa
- Boston Online Film Critics Association Awards 2015 : Meilleur acteur pour Creed : L'Héritage de Rocky Balboa
- CinemaCon 2015 : meilleure distribution pour Les Quatre Fantastiques partagé avec Jamie Bell, Kate Mara et Miles Teller
- BET Awards 2016 : meilleur acteur pour Creed : L'Héritage de Rocky Balboa et pour Les Quatre Fantastiques
- Black Reel Awards 2016 : meilleur acteur pour Creed : L'Héritage de Rocky Balboa
- NAACP Image Awards 2016 : Meilleur acteur, Interprète de l'année pour Creed : L'Héritage de Rocky Balboa
- National Society of Film Critics Awards 2016 : Meilleur acteur pour Creed : L'Héritage de Rocky Balboa
- NAVGTR Awards 2017 : meilleure performance dans un jeu vidéo pour NBA 2K17
- Black Reel Awards for Television 2018 : meilleur acteur dans une mini-série où un téléfilm pour Fahrenheit 451
- Black Film Critics Circle Awards 2018 : meilleure distribution pour Black Panther partagé avec Letitia Wright, Andy Serkis, Daniel Kaluuya, Danai Gurira, Winston Duke, Chadwick Boseman, Forest Whitaker, Lupita Nyong'o, Martin Freeman, Sterling K. Brown et Angela Bassett.
- IGN Summer Movie Awards 2018 : meilleur acteur dans un second rôle pour Black Panther
- MTV Movie Awards 2018 : meilleur vilain pour Black Panther
- Oklahoma Film Critics Circle Awards 2018 : meilleur acteur dans un second rôle pour Black Panther
- San Francisco Film Critics Circle Awards 2018 : meilleur acteur dans un second rôle pour Black Panther
- {Teen Choice Awards 2018 : Meilleur vilain, Meilleur vilain partagé avec Chadwick Boseman pour Black Panther
- BET Awards 2019 : Meilleur acteur dans un second rôle pour Black Panther
- Black Reel Awards 2019 : meilleur acteur dans un second rôle, meilleure distribution pour Black Panther
- NAACP Image Awards 2019 : 
  - Meilleur acteur dans un second rôle pour Black Panther
  - Meilleur acteur dans une mini-série où un téléfilm pour Fahrenheit 451
- Music City Film Critics' Association Awards 2019 : meilleur acteur dans un second rôle pour Black Panther
- North Carolina Film Critics Association Awards 2019 : meilleur acteur dans un second rôle pour Black Panther
- Online Film Critics Society Awards 2019 : meilleur acteur dans un second rôle pour Black Panther
- Producers Guild of America Awards 2019 : meilleure production pour la télévision pour Fahrenheit partagée avec Sarah Green, Ramin Bahrani, Alan Gasmer, Peter Jaysen et David Coatsworth.
- Festival international du film de Santa Barbara 2019 : Lauréat du Prix Vanguard du meilleur acteur pour Black Panther et pour Creed 2
- Screen Actors Guild Awards 2019 : Meilleure distribution pour Black Panther
- Seattle Film Critics Association Awards 2019 : meilleur vilain pour Black Panther
- BET Awards 2020  meilleur acteur pour La Voie de la justice=
- NAACP Image Awards 2020 : Meilleur acteur  pour La Voie de la justice

### Nominations
- Gold Derby Awards 2003 : meilleur jeune acteur dans une série télévisée dramatique pour La Force du Destin .
- NAACP Image Awards 2005 : meilleur acteur dans une série télévisée dramatique pour La Force du destin
- 2005 : Soap Opera Digest Awards du meilleur jeune acteur dans une série télévisée dramatique pour La Force du destin
- NAACP Image Awards 2006 : meilleur acteur dans une série télévisée dramatique pour La Force du destin
- NAACP Image Awards 2007 : meilleur acteur dans une série télévisée dramatique pour La Force du destin
- Gold Derby Awards 2010 : meilleure distribution de l'année dans une série télévisée dramatique pour Friday Night Lights partagé avec Connie Britton, Dora Madison, Kyle Chandler, Zach Gilford, Taylor Kitsch, Matt Lauria, Brad Leland, Jesse Plemons, Jurnee Smollett-Bell, Jeremy Sumpter et Aimee Teegarden
- Detroit Film Critics Society Awards 2013 : Meilleure révélation masculine pour Fruitvale Station
- Florida Film Critics Circle Awards 2013 : Meilleur acteur pour Fruitvale Station
- Phoenix Film Critics Society Awards 2013 : Meilleure révélation masculine de l'année pour Fruitvale Station
- St. Louis Film Critics Association Awards 2013 : Meilleur acteur pour Fruitvale Station
- Village Voice Film Poll 2013 : meilleur acteur pour Fruitvale Station
- Women Film Critics Circle Awards 2013 : meilleur acteur pour Fruitvale Station
- Acapulco Black Film Festival 2014 : meilleur acteur pour Fruitvale Station
- BET Awards 2014 : meilleur acteur pour Fruitvale Station
- Black Reel Awards 2014 : meilleur acteur pour Fruitvale Station
- Central Ohio Film Critics Association Awards 2014 : Meilleur acteur pour Fruitvale Station
- Independent Spirit Awards 2014 : Meilleur acteur pour Fruitvale Station
- NAACP Image Awards 2014 : meilleur acteur pour Fruitvale Station
- MTV Movie Awards 2014 : meilleure révélation masculine de l'année pour Fruitvale Station
- Online Film & Television Association Awards 2014 : meilleure révélation masculine de l'année pour Fruitvale Station
- Young Hollywood Awards 2014 : acteur préféré des fans, meilleur trio pour Célibataires... ou presque partagé avec Zac Efron et Miles Teller
- Austin Film Critics Association Awards 2015 : meilleur acteur  pour Creed : L'Héritage de Rocky Balboa
- Indiewire Critics' Poll 2015 : meilleur acteur principal pour Creed : L'Héritage de Rocky Balboa
- Online Film Critics Society Awards 2015 : meilleur acteur pour Creed : L'Héritage de Rocky Balboa
- Village Voice Film Poll 2015 : meilleur acteur pour Creed : L'Héritage de Rocky Balboa
- All Def Movie Awards 2016 : Prix du mec le plus susceptible de voler votre fille
- Empire Awards 2016 : meilleur acteur pour Creed : L'Héritage de Rocky Balboa
- Georgia Film Critics Association Awards 2016 : meilleur acteur pour Creed : L'Héritage de Rocky Balboa
- MTV Movie & TV Awards 2016 : meilleur acteur pour Creed : L'Héritage de Rocky Balboa
- Razzie Awards 2016 : Pire combo à l'écran pour Les Quatre Fantastiques partagé avec Jamie Bell, Kate Mara et Miles Teller.
- Seattle Film Critics Association Awards 2016 : meilleur acteur pour Creed : L'Héritage de Rocky Balboa
- Teen Choice Awards 2016 : Meilleur acteur pour Creed : L'Héritage de Rocky Balboa
- Austin Film Critics Association Awards 2018 : meilleure distribution pour Black Panther partagé avec Letitia Wright, Andy Serkis, Daniel Kaluuya, Danai Gurira, Winston Duke, Chadwick Boseman, Forest Whitaker, Lupita Nyong'o, Martin Freeman, Sterling K. Brown et  Angela Bassett
- BET Awards 2018 : meilleur acteur pour Black Panther
- Black Film Critics Circle Awards 2018 : meilleure distribution pour Black Panther
- Chicago Film Critics Association Awards 2018 : meilleur acteur dans un second rôle pour Black Panther
- Dallas-Fort Worth Film Critics Association Awards 2018 : meilleur acteur dans un second rôle pour Black Panther
- Indiana Film Journalists Association Awards 2018 : meilleur acteur dans un second rôle pour Black Panther
- International Online Cinema Awards 2018 : meilleure distribution, meilleur acteur dans un second rôle pour Black Panther
- Los Angeles Online Film Critics Society Awards 2018 : meilleure distribution pour Black Panther
- National Film and Television Awards 2018 : meilleur acteur dans un second rôle pour Black Panther
- North Texas Film Critics Association Awards 2018 : meilleur acteur dans un second rôle pour Black Panther
- Odyssey Awards 2018 : meilleur acteur dans un second rôle pour Black Panther
- Online Association of Female Film Critics 2018 : meilleure distribution pour Black Panther
- Phoenix Critics Circle Awards 2018 : meilleur acteur dans un second rôle pour Black Panther
- Primetime Emmy Awards 2018 : Meilleur téléfilm pour Fahrenheit 451 partagé avec Sarah Green (Producteur exécutif), Ramin Bahrani (Producteur exécutif), Alan Gasmer (Producteur exécutif), Peter Jaysen (Producteur exécutif) et David Coatsworth (Producteur)
- Saturn Awards 2018 : meilleur acteur dans un second rôle pour Black Panther
- Southeastern Film Critics Association Awards 2018 : meilleure distribution pour Black Panther
- St. Louis Film Critics Association Awards 2018 : meilleur acteur dans un second rôle pour Black Panther
- Toronto Film Critics Association Awards 2018 : meilleur acteur dans un second rôle pour Black Panther
- Washington DC Area Film Critics Association Awards 2018 : meilleur acteur dans un second rôle pour Black Panther
- Washington DC Area Film Critics Association Awards 2018 : meilleure distribution pour Black Panther
- Alliance of Women Film Journalists Awards 2019 :  meilleur acteur dans un second rôle pour Black Panther
- Austin Film Critics Association Awards 2019 : meilleur acteur dans un second rôle pour Black Panther
- Austin Film Critics Association Awards 2019 : meilleure distribution pour Black Panther
- Black Reel Awards 2019 : meilleur acteur pour Creed 2
- Chicago Independent Film Critics Circle Awards 2019 : meilleur acteur dans un second rôle pour Black Panther
- Columbus Film Critics Association 2019 : meilleur acteur dans un second rôle pour Black Panther
- Columbus Film Critics Association 2019 : meilleure distribution pour Black Panther
- Critics' Choice Movie Awards 2019 : Meilleur acteur dans un second rôle, Meilleure distribution pour Black Panther
- Denver Film Critics Society Awards 2019 : meilleur acteur dans un second rôle pour Black Panther
- GALECA: The Society of LGBTQ Entertainment Critics 2019 : meilleure performance de l'année dans un second rôle pour Black Panther
- Gold Derby Awards 2019 : meilleure distribution pour Black Panther
- Gotham Independent Film Awards 2019 : meilleure série pour David Makes Man partagé avec Tarell Alvin McCraney, Mike Kelley, Melissa Loy, Denitria Harris-Lawrence et Oprah Winfrey.
- Houston Film Critics Society Awards 2019 : meilleur acteur dans un second rôle pour Black Panther
- NAACP Image Awards 2019 : Meilleur acteur pour Creed 2
- Indiana Film Journalists Association Awards 2019 : meilleur acteur pour La Voie de la justice
- Iowa Film Critics Association Awards 2019 : meilleur acteur dans un second rôle pour Black Panther
- Kids' Choice Awards 2019 : Botteur de derrière préféré pour Creed 2
- International Online Cinema Awards 2019 : meilleure distribution pour Black Panther
- London Critics Circle Awards 2019 : meilleur acteur dans un second rôle pour Black Panther
- Online Film & Television Association Awards 2019 : meilleure distribution pour Black Panther
- Seattle Film Critics Association Awards 2019 : meilleur acteur dans un second rôle pour Black Panther
- Black Reel Awards for Television 2020 : meilleur acteur invité dans une série télévisée dramatique pour Comment élever un super-héros Raising Dion)

## Voix francophones
En France, Jean-Baptiste Anoumon, est la voix régulière de Michael B. Jordan depuis 2010. Diouc Koma et Jérémy Prévost l'ont également doublé à quatre et deux reprises.
En France
| - Jean-Baptiste Anoumon dans : - Parenthood (série télévisée) - Chronicle - Dr House (série télévisée) - En pleine nature avec Bear Grylls (télé-réalité) - Les 4 Fantastiques - Creed : L'Héritage de Rocky Balboa - Fahrenheit 451 (téléfilm) - Kin : Le Commencement - Creed 2 - La Voie de la justice - Sans aucun remords - Love, Death and Robots (voix) - Space Jam : Nouvelle ère - Creed 3 - Sinners | - Diouc Koma dans : - New York, section criminelle (série télévisée) - Black Panther - What If...? (voix) - Black Panther: Wakanda Forever - Jérémy Prévost dans (les séries télévisées) : - Friday Night Lights - Comment élever un super-héros Et aussi - Brice Ournac dans Hardball - Hervé Rey dans Sur écoute (série télévisée) - Mohad Sanou dans Bones (série télévisée) - Benjamin Gasquet dans Lie to Me (série télévisée) |